# Antena
Na engenharia de radiodifusão, uma antena é a interface entre as ondas de rádio que se propagam pelo espaço e as correntes elétricas que se movem em condutores metálicos, usadas com um transmissor ou receptor. Na transmissão, um transmissor de rádio fornece uma corrente elétrica aos terminais da antena, e a antena irradia a energia da corrente como ondas eletromagnéticas (ondas de rádio). Na recepção, uma antena intercepta parte da potência de uma onda de rádio para produzir uma corrente elétrica em seus terminais, que é aplicada a um receptor a ser amplificado. As antenas são componentes essenciais de todos os equipamentos de rádio.
Uma antena é um conjunto de condutores (elementos), conectados eletricamente ao receptor ou transmissor. As antenas podem ser projetadas para transmitir e receber ondas de rádio em todas as direções horizontais igualmente (antenas omnidirecionais) ou preferencialmente em uma determinada direção (antenas direcionais, de alto ganho ou de “feixe”). Uma antena pode incluir componentes não conectados ao transmissor, refletores parabólicos, cornetas ou elementos parasitas, que servem para direcionar as ondas de rádio para um feixe ou outro padrão de radiação desejado. Diretividade forte e boa eficiência na transmissão são difíceis de obter com antenas com dimensões muito menores que meio comprimento de onda.
As primeiras antenas foram construídas em 1888 pelo físico alemão Heinrich Hertz em seus experimentos pioneiros para provar a existência de ondas previstas pela teoria eletromagnética de James Clerk Maxwell. Hertz colocou antenas dipolo no ponto focal de refletores parabólicos tanto para transmissão quanto para recepção. A partir de 1895, Guglielmo Marconi iniciou o desenvolvimento de antenas práticas para telegrafia sem fio de longa distância, pelas quais recebeu o Nobel de Física.

## Histórico

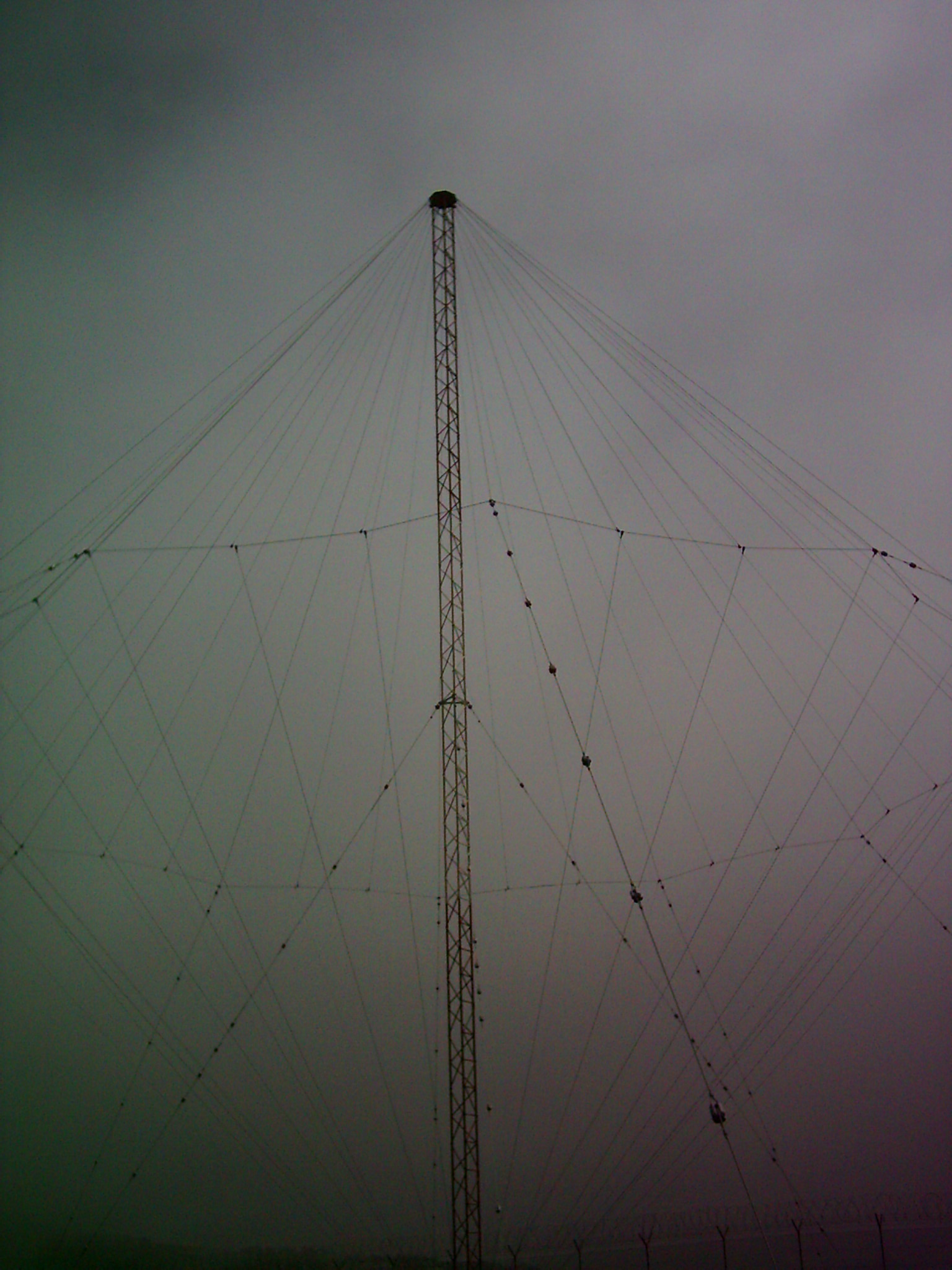
Fotografia de uma antena utilizada para o projeto norte-americano ECHELON.

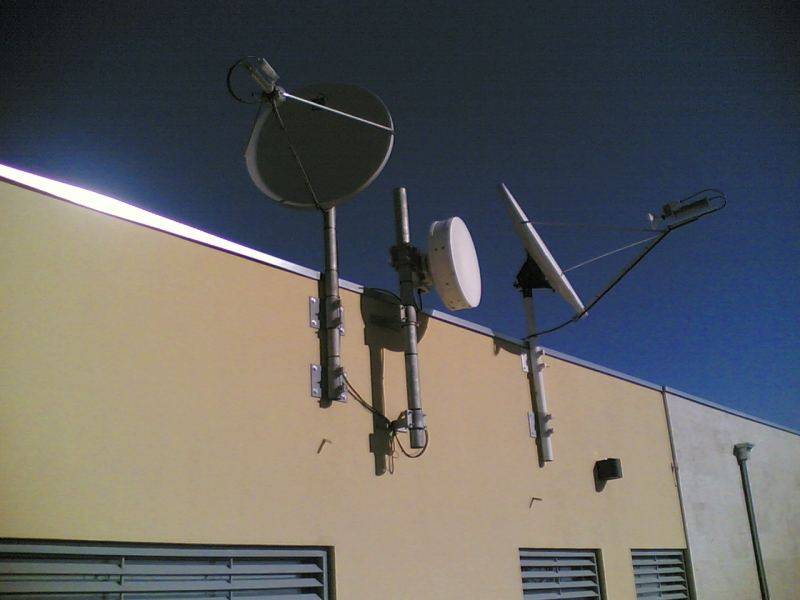
Fotografia de antenas utilizadas para o acesso à Internet via Satélite e serviço Telefónico.

As primeiras antenas, presume-se, foram criadas por Heinrich Hertz, em 1886, com a finalidade de auxiliar no estudo e desenvolvimento das teorias eletromagnéticas.
Hertz pesquisou diversos dispositivos durante a realização de seus experimentos para testar e provar a teoria eletromagnética, proposta pelo matemático e físico James Clerk Maxwell.
As primeiras antenas de que se tem notícia foram produzidas por Hertz. Eram formadas por duas placas de metal conectadas a dois bastões metálicos. Estes dispositivos eram ligados a duas esferas, separadas entre si por uma distância pré-determinada. Nas esferas era adaptada uma bobina, que gerava descargas por centelhamento, e as centelhas, ao atravessarem o espaço entre esferas, produziam ondas eletromagnéticas oscilatórias nos bastões.
Desde as primeiras antenas, no fim do século 19, até a atualidade, os princípios físicos que regem seu projeto e desenvolvimento foram aprimorados, com novas maneiras e tecnologias de se transmitir e receber sinais eletromagnéticos.
As antenas atuais em alguns casos são estruturas de extrema complexidade e importância nas comunicações, sendo talvez para o homem moderno tão importantes quanto foi a descoberta do fogo e a invenção da roda para o desenvolvimento tecnológico humano.

## Definição de antena
Antena é definida pelo dicionário como:
"Um dispositivo metálico para irradiar ou receber ondas de rádio"
A definição oficial do IEEE é mais simples ainda:
"Um meio para irradiar ou receber ondas de rádio"
Essas definições estão corretas para as obras em que figuram: as antenas são um meio para irradiar e receber ondas de rádio. Aplicam-se diversas técnicas de diretividade, onde fatores como a frequência e o ganho desejado são fundamentais para definir seu formato e dimensão.
De forma geral, existe uma proporção entre o comprimento da onda eletromagnética e o tamanho da antena.
Por sua natureza, deduz-se que a antena ocupa sempre o último lugar na cadeia de transmissão e o primeiro lugar na cadeia de recepção, daí a importância de seu estudo e entendimento para as telecomunicações.
No estudo e projeto de antenas, não importa em que frequência do espectro eletromagnético seja aplicada, sempre serão usados os mesmos princípios matemáticos, físicos e práticos da teoria eletromagnética, ela é constante, imutável e invariável.
Quanto maior a frequência utilizada nas antenas, maior deve ser a precisão dos dispositivos, equipamentos e medições.

### Campos de irradiação e propagação
O princípio da pedra jogada numa lagoa é o mais elucidativo exemplo de campos de irradiação e propagação.
As ondas produzidas no meio de uma massa líquida por uma pedra lançada, depois que chegou ao fundo, continuam se propagando.
A pedra e sua queda, não são necessárias à manutenção das ondas, mas foram prementes à sua criação, cessou a causa (Queda da pedra), porém o efeito (propagação de ondas) teve seu prosseguimento, independente daquela ter cessado.
As linhas de fluxo, concêntricas em forma de ondas transportam energia, a este deslocamento, define-se como propagação. A energia contida nas ondas, chama-se energia irradiada ou campo distante (analogamente no caso da água), a água espirrada acelerada pelo impacto da pedra e, em volta dela, para efeito de analogia pode ser definida campo próximo.

### Tipos de linhas de campo

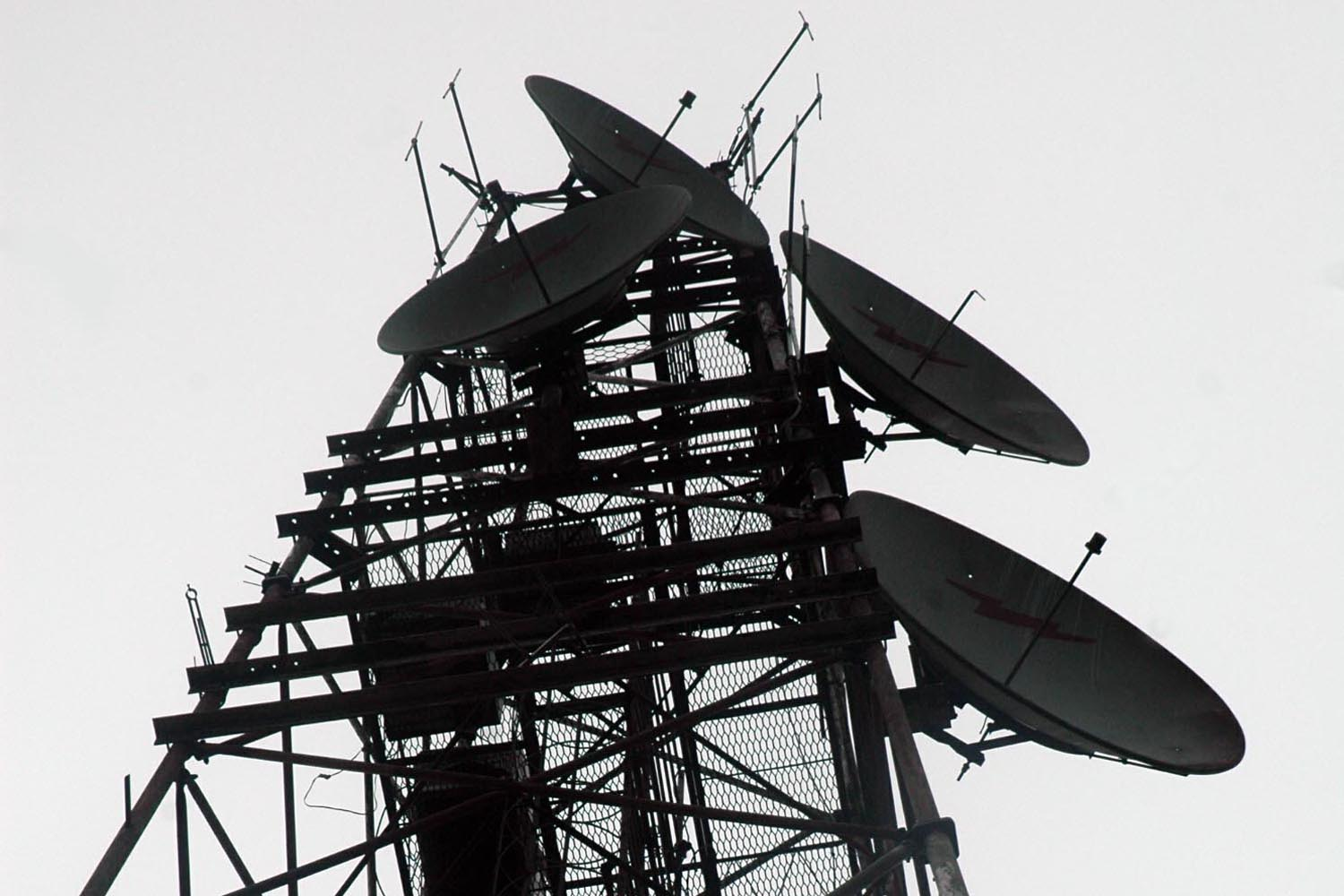
Antena utilizada na radiodifusão.

#### Campo próximo
Existem dois tipos de distribuição de linhas de campo, as mais próximas da antena que deixam de existir imediatamente ao cessar a causa. Isto é, quando cessa a corrente esta sofre a anulação por um semi-ciclo, e as linhas não chegam a se fechar, portanto, não se propagam. Esse efeito é definido "campo próximo, de Fresnel ou campo de indução".

#### Campo distante
Quando as linhas se fecham, portanto se propagam no espaço carregando consigo energia irradiada, análogo ao exemplo acima, denomina-se "campo distante, ou de Fraunhofer, ou campo de irradiação."
- Nas antenas que utilizam refletores, ambos são importantíssimos, "o campo elétrico na região distante varia com o inverso da distância, enquanto que na região próxima isto não acontece".

#### Importância do campo próximo
A região de indução (campo próximo) é geralmente usada no projeto de antenas com um ou vários elementos de forma a induzir nestes a energia que estaria perdida. Desta forma aproveitando-a, induzindo-a ao elemento parasita, tanto diretor, quanto refletor, se for o caso.

#### Importância do campo distante
A região distante é importante para as radiocomunicações, portanto, deve ser delimitada a fronteira entre elas.
O campo distante tende ao infinito, e o campo elétrico é nulo, sendo uma região desprezível diferente da região de campo próximo.

#### Delimitação de campos próximo e distante
{\displaystyle R=10\lambda }
{\displaystyle R=2L^{2}/\lambda }
Onde
R = separação entre as duas regiões.
L = o maior tamanho da antena.
{\displaystyle \lambda } = comprimento de onda.
As fórmulas acima são arbitradas e são aproximações abstratas para chegar-se a um valor preliminar inicial razoável.

## Parâmetros de antenas
Existem diversos parâmetros críticos de antenas a se considerar para o projeto. A performance da antena é afetada por parâmetros ajustados no projeto, tais como: frequência de ressonância, impedância, ganho, diagrama de irradiação, polarização, eficiência e largura de banda.
As antenas transmissoras também tem a máxima potência, e as antenas receptoras diferem nas características de rejeição a ruído.

### Radiação e diretividade de uma antena

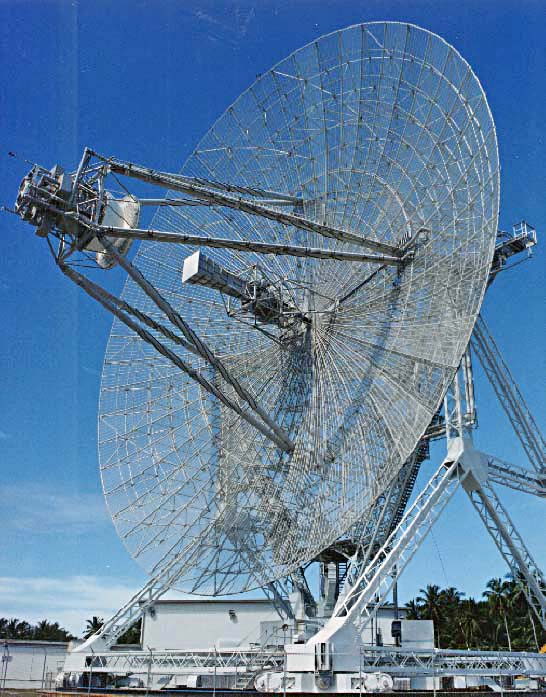
Exemplos típicos de antenas direcionais são as antenas parabólicas utilizadas em radares, pois transmitem e recebem os sinais para a radiolocalização de objetos.

A antena é um sistema que irradia (ou recebe) energia eletromagnética. Pode-se conhecê-la a partir do processamento da irradiação, da eficiência e da distribuição da energia irradiada através do campo, dentro do espectro conhecido, ou arbitrado.
A diretividade é a razão entre a intensidade de radiação de uma antena e a intensidade de radiação média.
D=u(teta,fi)/Uo
o cálculo aproximado para medir a diretividade de uma antena é feito pela fórmula de Kraus e Tai Pereira:
Krauss --> aproxima a área do feixe pelo produto da LFMP de dois planos perpendiculares.
onde:
B= área do feixe.
D= diretividade.
D=4pi/B
Tai Pereira --> sugerem a aproximação da diretividade.
Nas antenas omnidirecionais, aplica-se a fórmula de MC-donald e a de Pozar.
onde
MC-donald conta se com mais precisão para diagramas omnidirecionais com lóbulos secundário.
Pozar aplica-se o mesmo e é ideal sem lóbulos secundários.

### Diagrama de radiação
O diagrama de irradiação nada mais é do que o mapeamento da distribuição de energia irradiada, levando em conta o campo tridimensional. Este se faz de duas maneiras, ou em campo ou através de simulação computacional.
Geralmente a radiação de uma antena é mensurada com a unidade dBi.
Para levantar-se o diagrama de irradiação, deve-se tomá-lo a partir de uma distância e localização onde não seja possível a interferência de elementos estranhos ao meio onde se encontram a antena de prova e a antena de teste.

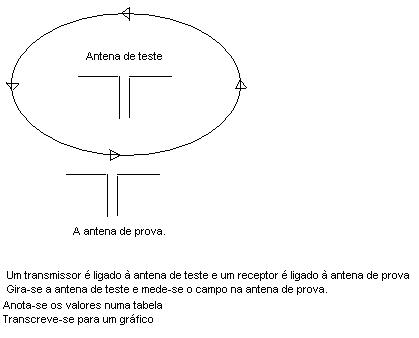
Esquema para prova de antenas.

Elementos estranhos que interferem podem ser desde árvores, calhas, rufos, arames, linhas de transmissão de energia ou telefônicas. Estruturas de concreto armado também interferem no resultado de um diagrama de irradiação/recepção pelo fato de existir ferro em seu interior.
Portanto, para executar experiências de aferição de antenas, estas devem ser em campo aberto.

#### Procedimentos
Normalmente levanta-se o diagrama à separações entre antenas de prova e teste não inferiores a dez vezes ao comprimento de onda da frequência de teste.
Deixa-se a antena de teste a uma distância confiável da antena de prova (Em campo aberto), de forma a não haver interação de sinais entre elas e o meio circundante.
Três passos devem se seguidos, após tomadas todas as precauções:
1. gira-se a antena sob teste de forma a descrever um círculo;
2. a intervalos regulares, a cada dez graus por exemplo, toma-se a medida do campo irradiado de forma a obter-se um gráfico;
3. os valores devem ser anotados ou em valores absolutos, ou em valores relativos ao seu máximo.

Após o término do levantamento do diagrama de irradiação, têm-se uma figura semelhante a esta que indica todos os lóbulos da antena em estudo.

As medidas e características servem tanto para transmissão quanto para a recepção, obedecendo a lei da reciprocidade.

#### Resultante do diagrama de irradiação
Na resultante da experiência temos o que se chama diagrama de irradiação do campo da antena, e por consequência torna-se mister em suas especificações se tratamos de campo ou de potência, se a polarização é vertical, ou horizontal, e o principal, o levantamento, sempre que possível deve ser executado em 360 graus.

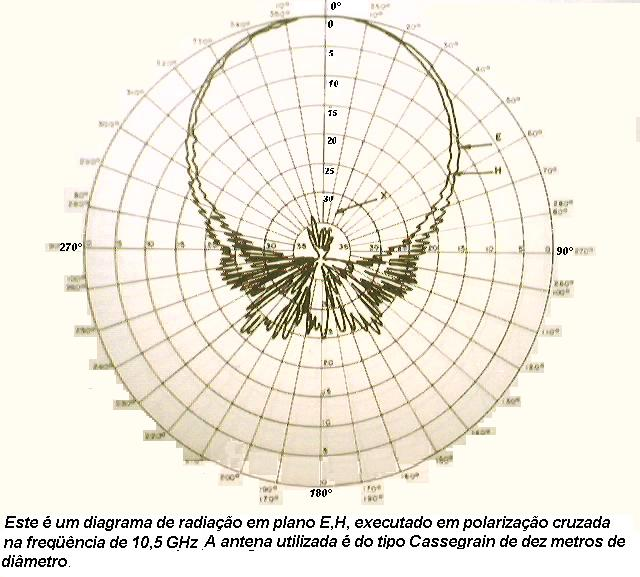
Diagrama de irradiação de uma antena tipo Cassegrain utilizada na frequência de 10,5 GHz com diâmetro de dez metros.

## Antenas de feixe estreito
Para antenas de feixe estreito, helicoidais, antenas de radar, por exemplo, carece utilizar o diagrama retangular e não o polar, devido à precisão necessária.
Devido à dualidade da energia emitida e à lei de reciprocidade, pode-se usar a análise gráfica tanto para irradiação, quanto para campo, próximo/distante.
Devemos lembrar que num diagrama de irradiação de campo cujo valor máximo arbitra-se igual a unidade (1,0) a amplitude correspondente à meia potência equivale a 0,707.
O diagrama de fase é a representação espacial da variação de fase do campo irradiado.
Consideremos uma antena irradiando uma potência total (W), situada ao centro de um campo espacial fictício cuja superfície seja uma esfera perfeita, imaginemos uma bola de sabão flutuando no espaço e o ponto de irradiação, ou seja a antena esteja em sua superfície esférica onde seu raio (r) seja imensamente maior do que o tamanho físico da antena, de forma que a vejamos como se fosse um ponto infinitesimal.
Onde (P) seja o valor médio da densidade de potência provocada pela antena à distância (r).
Onde (Pr) seja o valor médio da densidade de potência provocada outra antena idêntica à primeira antena à distância (r).
Tenderemos à definir a diretividade da primeira antena em relação à segunda como:
D = P / Pr .
Como a densidade é função do ponto, a diretividade também o será, portanto, temos como medir a capacidade de concentração de energia de uma antena numa região pré-determinada do espaço.
Quanto mais agudo o lóbulo principal maior a irradiação ou iluminação desta antena e seu lóbulo, numa determinada direção.

## Antena isotrópica

### Definição

Campo elétrico de uma antena transmissora de dipolo de meia onda.

A antena isotrópica é uma antena virtual, na prática não existe, a antena que mais se aproxima de uma isotrópica é a dipolo em polarização vertical. Mesmo assim existem limitações nos campos emitidos pela falta de lóbulo transversal.
As antenas isotrópicas têm por função um comparativo entre as antenas reais e as ideais.
A diretividade e a densidade de potência são funções de ponto, isto é, um cone teórico cuja geratriz é um ponto e a distribuição de densidade de potência. Pode ser deduzida como função de área de uma semi esfera se propagando através do tempo e aumentando sua área em função deste, até atingir hipoteticamente a parede interna de uma esfera virtual iluminando-a.

### Concentração de energia
Podemos usar a densidade de potência para medir a capacidade que uma antena tem de concentrar energia numa determinada região do espaço.
Quanto mais agudo o ângulo do cone de propagação formado pelo lóbulo principal (mais estreito o feixe), maior é a diretividade da antena, maior é a densidade de potência que ilumina uma pré determinada área do espaço na direção de máxima irradiação, na esfera virtual.
Para se ter um parâmetro de comparação, temos necessidade de usar uma antena hipotética, onidirecional, que ilumine a parede interna de uma esfera virtual uniformemente.
Esta é o que podemos chamar de antena isotrópica onde se hipoteticamente Pr=Po então logicamente a diretividade ficará:
D = P/ Po

### Emissão do isotrópico
Imaginemos uma esfera perfeita, uma bolha de sabão por exemplo, esta esfera contém em seu centro uma lâmpada sem refletor de espécie alguma, emitindo luz para todos os pontos.
A iluminação, se a fonte for um ponto, será uniformemente distribuída em toda a área desta esfera, logo a distribuição de potência seguirá ao mesmo princípio.

## Dipolo
Numa antena dipolo, na polarização horizontal, é perfeitamente possível a diagramação da irradiação em dois sentidos, isto é, existem duas frentes de onda.
Sempre há um lóbulo principal de irradiação e lóbulos secundários de menor amplitude.

### Emissão do dipolo
Agora, a lâmpada não é mais um ponto, e sim um segmento, no centro da esfera, um filamento, digamos.
Como temos um segmento longitudinal (semelhante ao filamento de uma lâmpada) no centro de uma esfera perfeita, se olharmos de frente para este segmento,veremos (no exemplo de filamento), um fio esticado emitindo luz, se girarmos esta esfera em noventa graus, ao invés de enxergarmos um traço enxergaremos um ponto emitindo luz.
Ao observarmos o fio esticado de lado, a luz não irradiará em todos os sentidos, ela se propagará na frente, nas costas, em cima, em baixo, só não haverá iluminação nas laterais (ou esta será mínima). Para facilitar este raciocínio, transformemos nossa esfera em cubo perfeito, observaremos mais claramente este efeito.
Houve uma alteração da diretividade em relação ao isotrópico (fonte pontual), ficam duas faces de nosso cubo sem receber a luz (as laterais) e as outras quatro recebendo equitativamente a quantidade de luz que não foi para as laterais.

## Ganho
Podemos verificar a validade do fenômeno do ganho. Não houve aumento da luz, o que houve foi um redimensionamento da distribuição em outras direções, portanto, o ganho sempre é referente a uma determinada direção.
Muitos leigos no universo das antenas relacionam erroneamente ganho de uma antena com aumento da potência. Ganho de uma antena é nada mais que a capacidade que a antena tem de focar o sinal eletromagnético em determinada direção.